# キリスト教原理主義
キリスト教原理主義（キリストきょうげんりしゅぎ、英語: Christian fundamentalism）とは、アメリカ合衆国で、保守的な信仰理解をもつプロテスタント福音派のなかの強硬派に向けて使用される。
彼らは「原理主義者」（根本主義者、Fundamentalist）と形容され、その考え方を「原理主義」（fundamentalism）という。近年は「イスラーム原理主義」という言葉がネガティブなイメージで流布するにつれ、クリスチャンが自称として用いる機会は減り、逆にリベラル派やメディアが頑迷な保守派をひとまとめにする他称・蔑称として使われるようになった。

## 概要
原理主義（ファンダメンタリズム）とは1910年から1915年に刊行された「ザ・ファンダメンタルズ」という12巻の論文と評論を内容とする小冊子のタイトルに由来する。1920年に開催されたバプテストの会合では、聖書の根本的教え（ファンダメンタルズ）のために忠実に戦うクリスチャンが「ファンダメンタリスト」と呼ばれ、超保守的なキリスト教を宣揚する者の代名詞として広く使われるようになった。
常に他者の信仰態度を指して使用され、自らの信仰的立場を表す時に「原理主義」の語を用いる教会、団体、神学者は存在しない。「ファンダメンタリストという名称ぐらい敵意に満ちた侮蔑的な差別用語は、おそらくキリスト教界には見当たらないのではなかろうか」と言われている。
ヴェルナー・フートは、「カトリック原理主義」「ギリシャ正教原理主義」があるとしている。

## アメリカの原理主義者
アメリカのキリスト教原理主義は、福音派たちのなかで、自分たちと違う価値観（自由主義神学、文献批評学、進化論、無神論、共産主義）の者に社会が支配される状況に怒り、それを変えようと行動する人々を指す。いわば、プロテスタントの最右翼である。それを象徴するのが1925年の進化論を教えた高校教師を裁いたテネシー州でのスコープス裁判である。
裁判には勝ったが、原理主義者は偏狭で時代遅れというイメージが定着。やがて勢力を弱め、アメリカの宗教界の主流から脱落したが、1960年代以降急速に世俗化した社会への反動から、盛り返す。新しい時代の原理主義者たちは外部団体との協働や政治に無関心だったかつての態度を改め、自分たちの価値観をアピールするため教派の枠を超えて連携し、政治へ積極的に参与するのを特徴とする。原理主義者で、政治に積極的に関わる人々をキリスト教右派とも呼ぶ。

## 日本の教団の立場
日本基督教団においては、神社参拝をしない（参拝自体を認めない場合もある）クリスチャンをファンダメンタリスト、その立場をファンダメンタリズムと呼んだ。「神社非宗教論」を唱え神社参拝を容認する立場では、美濃ミッション事件から神社参拝拒否をファンダメンタリズムとする合意が形成されたという。いずれも Fundamentalist Christianity、Christian Fundamentalism の訳語であるが、キリスト教原理主義と訳される場合とキリスト教根本主義と訳される場合では、意味合いが異なる。植村正久は根本主義のウェストミンスター信仰告白や代償的贖罪の教理に批判的であったが、1924年、『宣言若しくは信条』の中で英語のファンダメンタリズムの訳語として根本主義の語をあてている。以来、キリスト教界では批判的立場からも根本主義の訳語が使われていた。戦後は、蔑称の意味合いをもって原理主義の語が使用されることが多くなった。

## キリスト教原理主義の人物
- ジェリー・ファルエル
- パット・ロバートソン